# Saint-André-en-Barrois
Saint-André-en-Barrois – miejscowość i gmina we Francji, w regionie Grand Est, w departamencie Moza.
Według danych na rok 1990 gminę zamieszkiwało 46 osób, a gęstość zaludnienia wynosiła 5 osób/km² (wśród 2335 gmin Lotaryngii Saint-André-en-Barrois plasuje się na 999. miejscu pod względem liczby ludności, natomiast pod względem powierzchni na miejscu 653.).

## Popoulacja

Populacja w latach 1962-2008